# Enghenbergje
Het Engenbergje of Enghenbergje is een grafheuvel op het hoogste punt van de nog open Soester Eng in Soest. De heuvel is een aardkundig monument.
De grafheuvel dateert uit een vroege periode, namelijk uit de klokbekercultuur van 2500 – 2000 v.Chr. Het is daarmee een van de oudste monumenten van Soest. In 1931 werden er geen voorwerpen in aangetroffen. Wel werd het silhouet van een in hurkhouding (zijligging) begraven mens gevonden (hurkgraf).

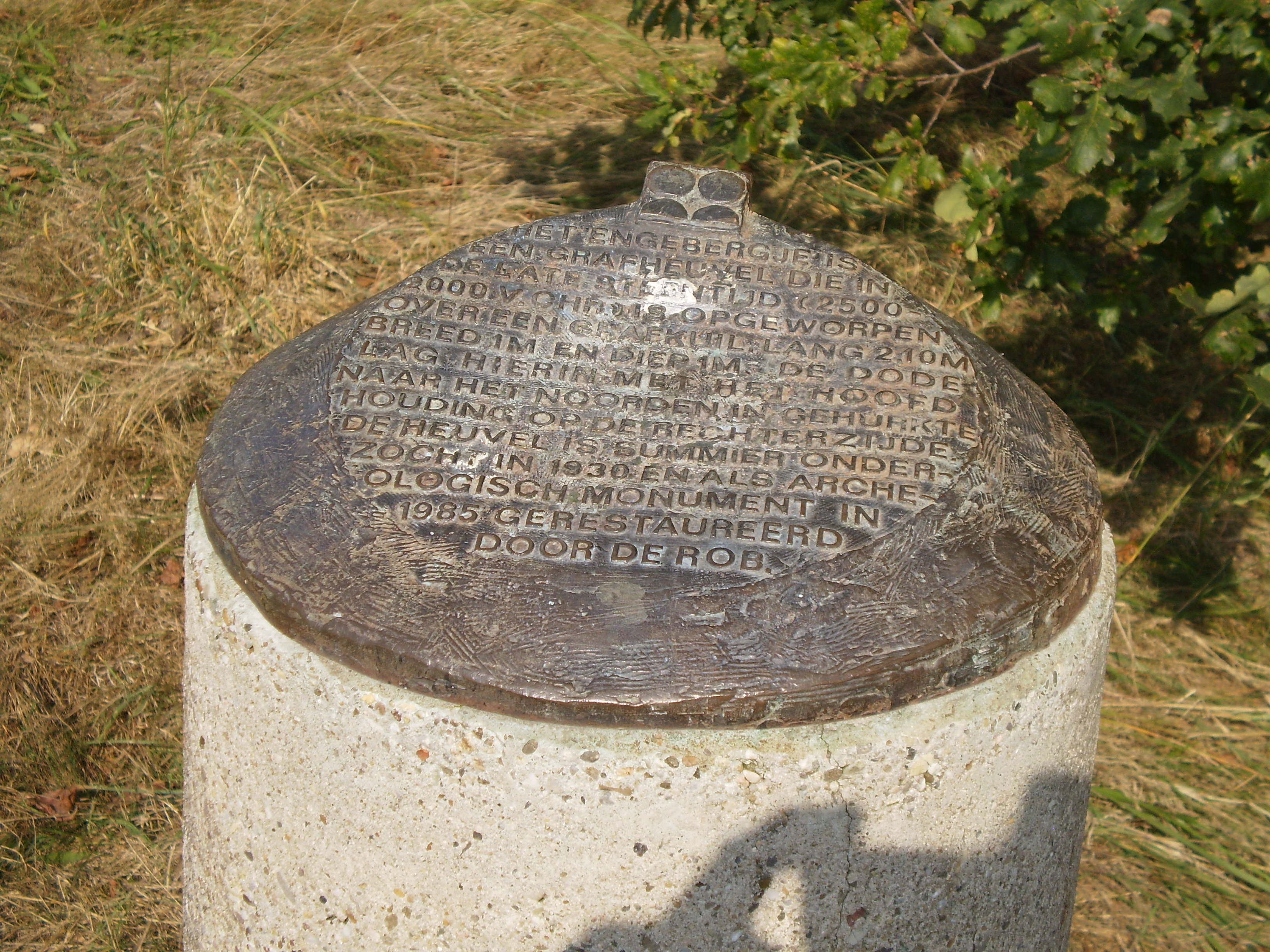
Informatiepaal